# Edson Secco
Edson Secco (Dezembro de 1976, São Paulo, Brasil) é um compositor de trilha sonora e sound designer brasileiro.

## Biografia
Cresceu em São Paulo influenciado por um extenso leque musical, indo da música psicodélica ao clássico, hip-hop, música brasileira e eletrônica. Começou a compor aos 15 anos de idade utilizando um computador e um controlador MIDI e seus principais instrumentos desde então foram o piano, sintetizador, bateria e computador. A manipulação sonora, utilizando-se de diversas fontes, tornou-se marca de seu trabalho o aproximando da música eletrônica e do experimentalismo. 
Iniciou sua carreira profissional no final dos anos 1990 como produtor musical e engenheiro de som. No início da primeira década de 2000 começou a produzir trilha sonora para peças de teatro, bem como executá-las ao vivo. Em 2005, entrou para a Companhia de Ópera Seca, dirigida por Gerald Thomas, sendo responsável pela composição, sound design e execução ao vivo das trilhas sonoras.
Em 2007, deu início a sua carreira no cinema com o documentário Diário de Sintra como compositor, editor de som e mixador.
Seu trabalho na indústria cinematográfica lhe rendeu três nomeações: Prêmio Platino Ibero-americano de Cinema (2016), Academia de Artes e Ciências Cinematográficas da Argentina (2015), Associação dos Críticos de Filmes da Argentina (2016), e seis prêmios de Melhor Design de Som: Festival de Cinema de Brasília (2010 e 2013), Festival de Gramado (2013>), Festival Guarnicê (2017) e Festival de Santiago del Estero Film Fest (SEFF) / ASA (2018), Festival de Cinema de Havana (2021).
É mais conhecido por seu trabalho com os diretores Walter Salles, Marcela Lordy, Eryk Rocha, Daniela Thomas, Bruno Safadi e Petra Costa, 
Em 2014 criou o duo de música tropical eletrônica NU - Naked Universe, juntamente com a cantora e compositora Ligiana Costa.
Desde 2016 é diretor do SONIDERIA, selo e estúdio especializado em música original e pós-produção de som para TV,  Cinema e Projetos Especiais com sede em São Paulo.

## Filmografia

### Como designer de som e / ou mixador
- 2014: Lygia Clark em Nova York[8] (dir. Daniela Thomas)

## Dança

### Como compositor, sound designer, performer
2006
- Lixo em Processo[9] (dir. Leandro Zappala) - Rio de Janeiro/Brasil

2007
- Lixo em Processo II[10] (dir. Leandro Zappala) - Estocolmo/Suécia

2008
- Lixo em Processo III[11] (dir. Leandro Zappala) - São Paulo/Brasil

2012
- Remote Project[12] (dir. Leandro Zappala) - Nova Iorque/EUA

## Mostras e Exposições

### Como compositor, sound designer
2007
- Imagem da Imagem[13] - Instituto Itaú Cultural / São Paulo / Brasil

2008
- H2Olhos[14] - Instituto Itaú Cultural / São Paulo / Brasil

2010
- Ocupação Rogério Sganzerla[15] - Instituto Itaú Cultural / São Paulo / Brasil

#### 2011
- Stuffinablank[16] - Noises In The Void / Barcelona / Espanha

2014
- Here. Now. Where?[17] - 5th Biennale of Marrakech / Marrocos

- Ocupação Zuzu Angel [18]- Instituto Itaú Cultural / São Paulo / Brasil

2016
- Santos Dumont na Coleção Brasiliana Itaú[19] -  Instituto Itaú Cultural / São Paulo / Brasil

## Prêmios e Nomeações
| Ano  | Prêmio                                                     | Categoria            | Trabalho Indicado                          | Prêmio   |
| ---- | ---------------------------------------------------------- | -------------------- | ------------------------------------------ | -------- |
| 2010 | Festival De Cinema De Brasília                             | Melhor Design De Som | Transeunte, (dir. Eryk Rocha)              | Vencedor |
| 2013 | Festival De Cinema De Brasília                             | Melhor Som           | Exilados do Vulcão, (dir. de Paula Gaitán) | Vencedor |
| 2013 | Festival De Gramado                                        | Melhor Design De Som | Éden, (dir. Bruno Sáfadi)                  | Vencedor |
| 2015 | Academia de Artes e Ciências Cinematográficas da Argentina | Melhor Som           | Paulina, (dir. Santiago Mitre)             | Indicado |
| 2016 | 3º Prêmio Platino Ibero-americano de Cinema                | Melhor Som           | Paulina, (dir. Santiago Mitre)             | Indicado |
| 2016 | Prêmio da Associação de Críticos de Filmes da Argentina    | Melhor Som           | Paulina, (dir. Santiago Mitre)             | Indicado |
| 2017 | Festival Guarnicê                                          | Melhor Sound Design  | Para Ter Onde Ir (dir. Jorane Castro)      | Vencedor |
| 2018 | Santiago del Estero Film Fest (SEFF) / ASA                 | Melhor Som           | Invisible (dir. Pablo Giorgelli)           | Vencedor |